# 麦阿玛塔拉寺

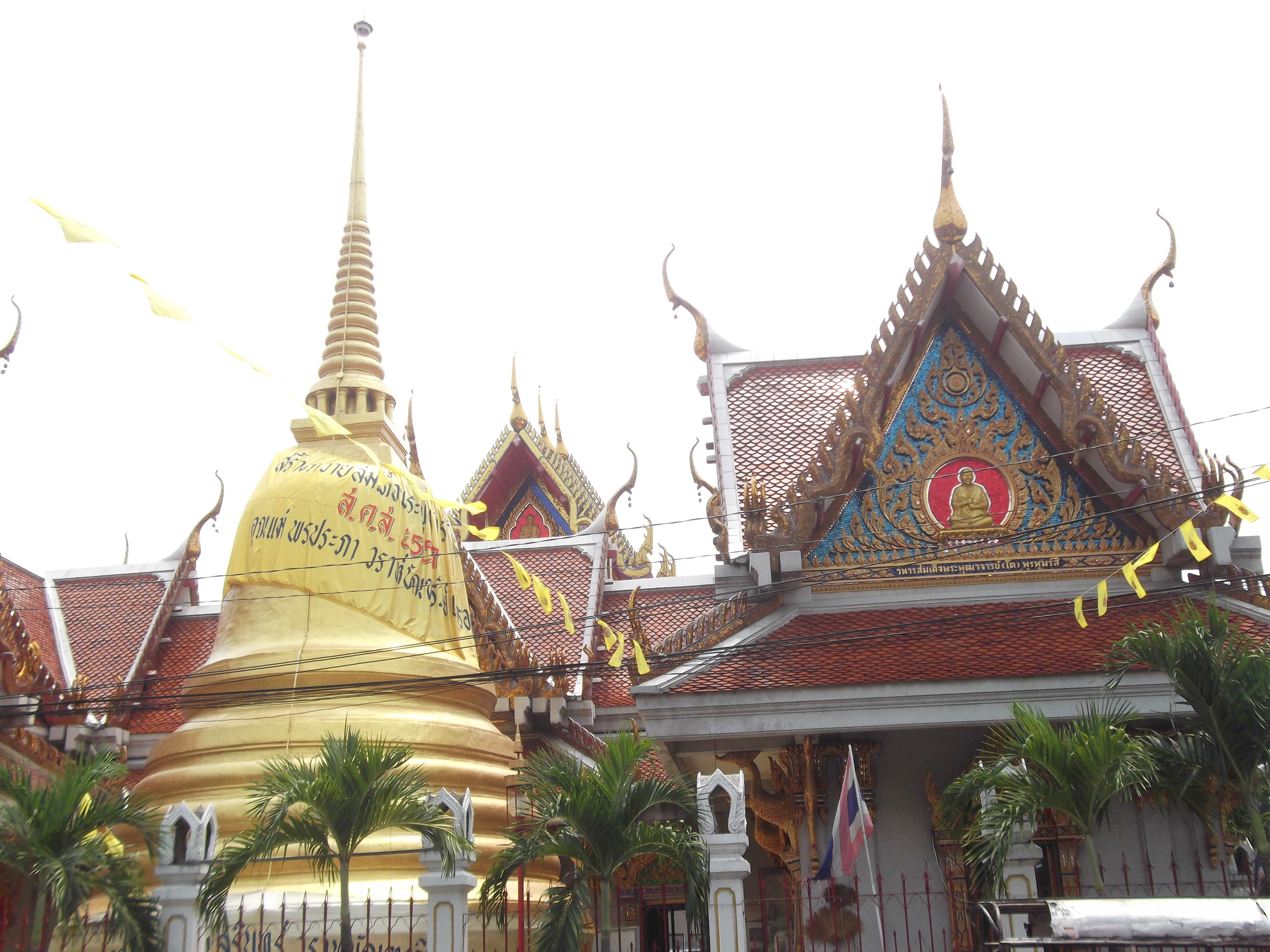

麦阿玛塔拉寺或邦坤蓬寺，是始建于1778年（吞武里王朝时期）位于泰国曼谷拍那空县邦坤蓬区的大宗派寺庙。